# Emilio Rodríguez Ayuso

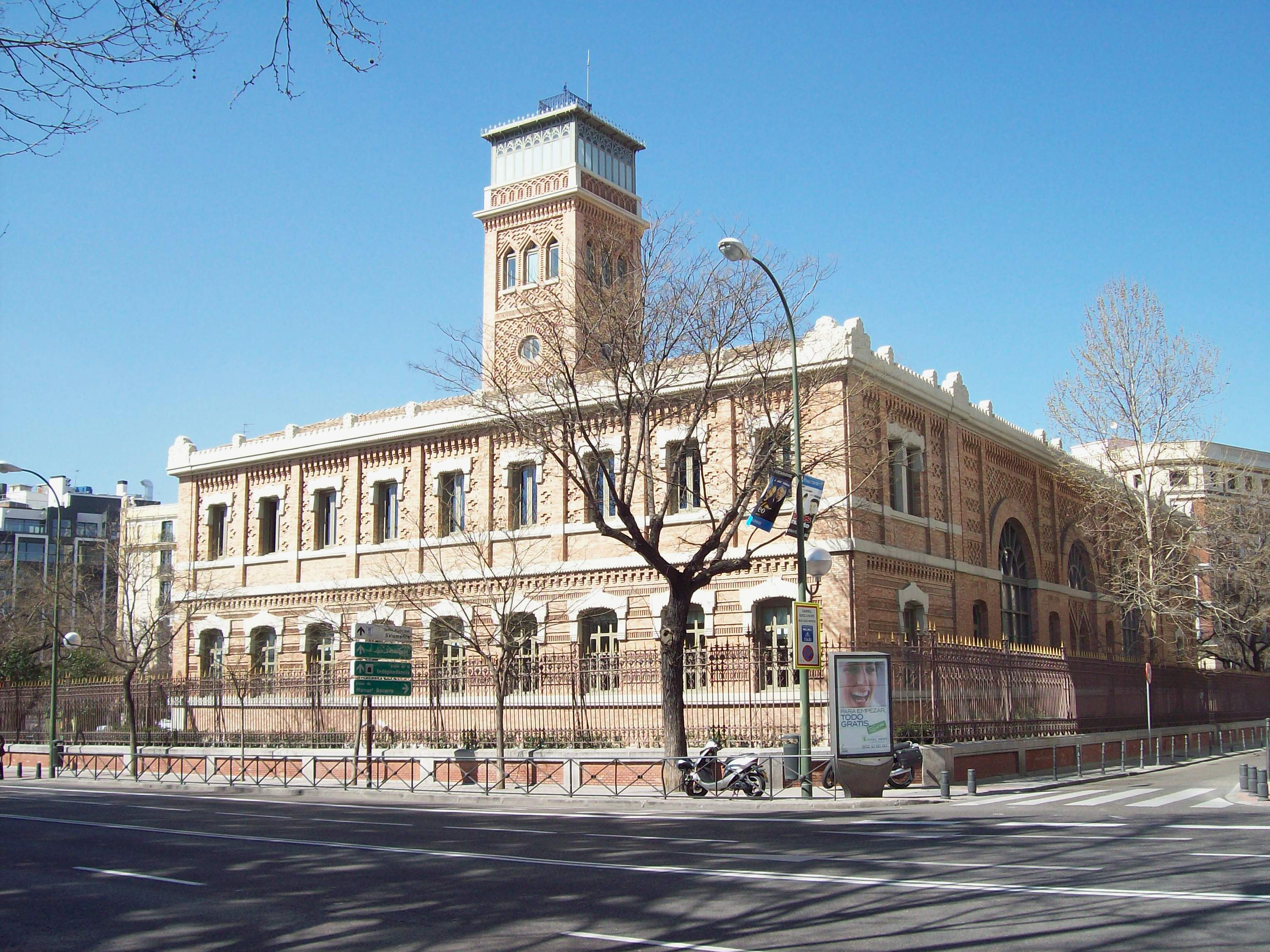
Antigues Escuelas Aguirre, carrer d'Alcalà, Madrid.

Emilio Rodríguez Ayuso (1845-1891), va ser un arquitecte espanyol actiu a finals del segle xix, considerat com el primer impulsor d'estil neomudèjar, pel seu projecte de la desapareguda plaça de toros de Goya, construïda a Madrid el 1874 i enderrocada el 1934 al solar que ocupa actualment el Palau d'Esports de la Comunitat de Madrid. Aquest edifici va servir d'inspiració per a moltes altres places de toros posteriors. Una altra de les seves obres més conegudes són les Escoles Aguirre, de 1884, situades també a Madrid. Una altra esplèndida obra és el palauet del marquès de Núñez que data d'entre 1878 i 1880 o l'una mica posterior del duc d'Anglada, demolit el 1970.
Té dedicat un carrer en aquesta mateixa ciutat, al barri de Canillejas.